# Câu lạc bộ bóng đá Quảng Ngãi
Câu lạc bộ bóng đá Sông Trà Quảng Ngãi (tên cũ: Câu lạc bộ bóng đá Thành Nghĩa Quảng Ngãi) là một câu lạc bộ bóng đá chuyên nghiệp ở Việt Nam, được thành lập năm 2006, có trụ sở tại tỉnh Quảng Ngãi, Việt Nam.

## Lịch sử

### Giai đoạn thành lập - 2006
Quảng Ngãi là đội bóng đá quen thuộc với người hâm mộ Việt Nam khi có mặt đều đặn tại các giải Hạng nhất quốc gia và Hạng nhì quốc gia, câu lạc bộ thành lập năm 2006 và có tên là câu lạc bộ bóng đá Thành Nghĩa Dung Quất Quảng Ngãi.

### Giải Hạng nhất quốc gia 2009
Hội đồng kỷ luật của VFF đã đình chỉ Quảng Ngãi tham dự giải hạng Nhất quốc gia 2009 và nộp khoản tiền phạt 70 triệu đồng (3.900 USD). Đội bóng ở tỉnh miền trung phải thi đấu ở Giải hạng hai mùa tới. Vụ việc xảy ra khi trọng tài Kiều Việt Hùng đã phạt một quả phạt đền cho Sài Gòn United sau một pha xử lý trái phép của hậu vệ Quảng Ngãi Vũ Quang Vinh ở phút 80. Các cầu thủ Quảng Ngãi bất ngờ bước ra ở phút thứ 80 để tỏ thái độ phản ứng của họ đối với trọng tài sau khi nhận được một cú đá phạt ở TP.HCM Sân vận động Thống Nhất khi chủ nhà Sài Gòn United bị dẫn 2-1.
Với việc tự ý bỏ trận đấu từ phút 70 trên sân Thống Nhất để phản đối quyết định của trọng tài, bất chấp nhắc nhở của giám sát trận đấu, CLB Quảng Ngãi phải nhận án phạt: loại khỏi giải bóng đá hạng Nhất quốc gia mùa bóng 2009 và phạt tiền 70 triệu đồng. Cầu thủ Vũ Quang Vinh – người đã phạm lỗi trong tình huống dẫn đến quả phạt 11m, sau đó có hành vi xô đẩy trọng tài bị phạt 10 triệu đồng và cấm tham gia mọi hoạt động bóng đá do Liên đoàn bóng đá Việt Nam tổ chức đến hết ngày 30/4/2010. Phó Trưởng đoàn bóng đá Quảng Ngãi – ông Hồ Đăng Bồng và HLV phó Quảng Ngãi – Trịnh Công Minh bị phạt 10 triệu đồng, cấm tham gia các hoạt động bóng đá do Liên đoàn bóng đá Việt Nam tổ chức trong 18 tháng.
Như vậy, Quảng Ngải trở thành đội bóng đầu tiên ở giải hạng Nhất quốc gia bị xuống hạng dù mùa bóng chưa kết thúc. Kết quả các trận đấu giữa Quảng Ngãi và các CLB khác ở giải hạng Nhất quốc gia kể từ đầu giải bị hủy bỏ. Các đội bóng sẽ lần lượt gặp Quảng Ngãi ở 4 vòng đấu cuối được nghỉ (gồm Đồng Nai, Ninh Bình, Hà Nội – ACB và Tây Ninh). Điều này ảnh hưởng tới điểm số của các đội tại giải hạng Nhất và dẫn đến xáo trộn trên bảng xếp hạng. Tuy nhiên, các đội bóng phải chấp nhận vì đã được nêu trong Quy chế bóng đá chuyên nghiệp và Quy định kỷ luật của Liên đoàn bóng đá Việt Nam mà các CLB đã thông qua từ đầu giải.

### Giai đoạn 2010-2012 - Giải thể
Sau khi bị giáng xuống hạng Nhì 2010, Quảng Ngãi tiếp tục tham dự giải với tên gọi Phađin Quảng Ngãi và là một trong những đội bóng mạnh của giải đấu. Tuy nhiên, sau khi kết thúc giải hạng nhì quốc gia 2012, câu lạc bộ xin rút khỏi hệ thống giải đấu và không tham gia giải bóng đá hạng nhì quốc gia 2013.
Sau đó, bóng đá Quảng Ngãi biến mất trên bản đồ bóng đá chuyên nghiệp quốc gia.

### Trở lại Giải hạng ba quốc gia 2017
Năm 2017, bất ngờ khi cái tên Quảng Ngãi có mặt trong thành phần tham dự giải bóng đá hạng ba quốc gia 2017, bất ngờ nối tiếp bất ngờ khi Quảng ngãi giành vé thăng hạng Giải bóng đá hạng nhì quốc gia 2018 sau khi giành vị trí thứ 2 bảng A.

### Giải thể lần nữa
Đội bóng hạng Ba Quảng Ngãi, sau khi bất ngờ giành vé lên hạng cuối thì phải xin rút khi giải hạng Nhì 2018 kết thúc. Lý do là tỉnh không có chủ trương nuôi đội bóng để định hướng lên chuyên nghiệp, bóng đá không có nguồn kinh phí để hoạt động kể cả đá hạng Nhì. Chỉ khoảng 4 tỉ đồng, thế nhưng Quảng Ngãi không có, nên đội bóng đã phải giải tán lần nữa.

### Trở lạiGiải Vô địch U19 Việt Nam 2024
Vào ngày 01/12/2023, Quảng Ngãi đã trở lại với sự góp mặt vào Giải bóng đá Vô địch U-19 Quốc gia Việt Nam. Câu lạc bộ bóng đá Quảng Ngãi đã được đổi tên thành Câu lạc bộ bóng đá Sông Trà Quảng Ngãi. Hiện vẫn chưa có thông tin chính thức về huấn luyện viên, cầu thủ của Câu lạc bộ.

## Thành tựu

### Trong nước
- Giải bóng đá Hạng nhì Quốc gia:

Vô địch : 2006 cùng huấn luyện viên Nguyễn Hồng Sơn